# Ecopista

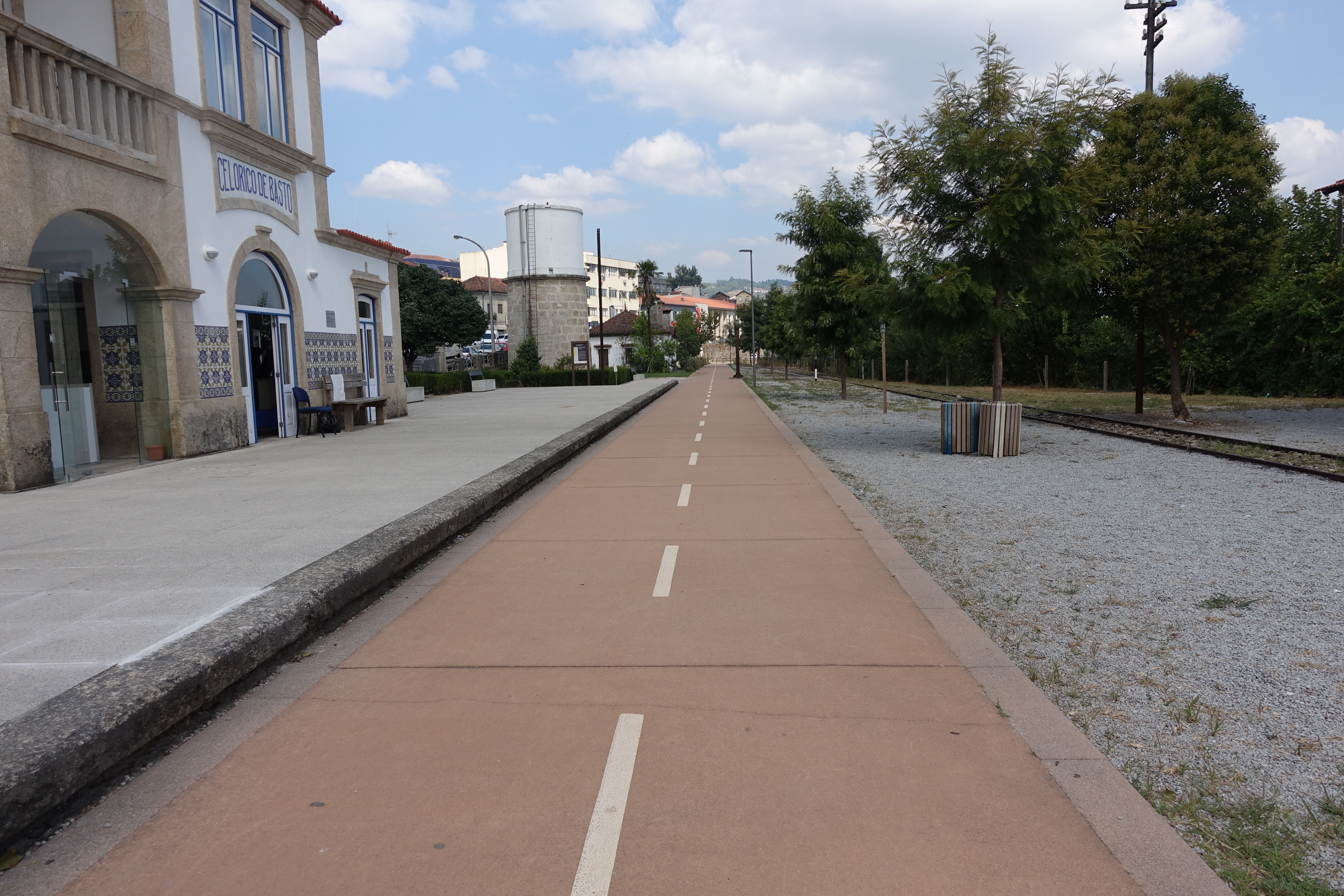
A Ecopista do Tâmega resulta do aproveitamento da desativada Linha do Tâmega

Ecopista é uma via de comunicação reservada a peões, bicicletas e outros meios de mobilidade suave e que resulta do aproveitamento e recuperação de linhas de caminho de ferro desativadas.